# Copacabana (Antioquia)
Pour les articles homonymes, voir Copacabana (homonymie).
Copacabana est une municipalité située dans le département d'Antioquia, en Colombie.

## Personnalités liées à la municipalité
- Cayetano Betancur (1910-1982) : philosophe et écrivain né à Copacabana.